# RoRo-Seatrade-Serie
Die RoRo-Seatrade-Serie ist eine aus drei Einheiten bestehende Baureihe von RoRo-Schiffen, die 1972/1973 auf den niederländischen Werften A. Vuyk & Zonen und Van der Giessen-De Noord für die Stena Line gebaut wurde.

## Einzelheiten
Die Schiffe wurden als reine RoRo-Frachtschiffe mit weit vorne angeordnetem Deckshaus und zwei durchgehenden Rolldecks gebaut. Die Laderäume der Schiffe sind durch Bug- und Heckrampen zugänglich, die durch Bugklappe und eine Heckklappe verschlossen werden.
Der Antrieb der Schiffe besteht aus zwei Sechszylinder-Viertakt-Dieselmotor des Typs Stork-Werkspoor 6TM410 mit einer Leistungen von 5371 kW. Die Motoren wirken auf zwei Verstellpropeller und ermöglichen eine Geschwindigkeit von etwa 18 Knoten. Weiterhin stehen vier Hilfsdiesel (1 × 400 kW, 2 × 256 kW, 1 × 180 kW) zur Verfügung. Die An- und Ablegemanöver werden durch ein Bugstrahlruder unterstützt.

## Geschichte
Der Bau des Rumpfs des zweiten Schiffs der Serie wurde im Unterauftrag an die Werft Van der Giessen de Noord in Krimpen vergeben, die das Schiff am 10. Februar 1973 als Stena Seatrader zu Wasser ließ. Nach der Fertigstellung durch Vuyk & Zonen am 18. August 1973 wurde der Neubau direkt zur Werft Schichau Unterweser nach Bremerhaven gebracht, wo man das Hauptdeck um einen halben Meter erhöhte, um die höheren Eisenbahnwaggons der Canadian National Railway aufnehmen zu können. Danach trat das Schiff eine dreijährige Charter in Kanada als Seatrader an, wo es zwischen North Sydney und Port Aux Basques eingesetzt wurde.
1975/1976 wurden alle drei Schiffe bei der HDW in Kiel um 32 Meter verlängert. Von August bis Dezember 1987 wurde die Stena Searider bei der Cityvarvet in Göteborg zur RoRo- und Eisenbahnfährschiff umgebaut. Die Länge über alles verringerte sich dabei um 1,32 Meter, während der Anbau stabilitätsverbessernder Rumpfverbreiterungen die Breite auf 19,1 m anwachsen ließ. Auch die Kirk Shipper wurde vom 20. April bis zum 16. Juni 1989 nochmals umgebaut. Die Lloyd-Werft in Bremerhaven verbreiterte das Schiff auf 18,6 Meter, bevor es als Normandie Shipper erneut in Fahrt gesetzt wurde.

## Die Schiffe
| RoRo-Seatrade-Serie | RoRo-Seatrade-Serie | RoRo-Seatrade-Serie                       | RoRo-Seatrade-Serie | RoRo-Seatrade-Serie |
| Bauname             | Ablieferung/Baujahr | Bauwerft/Baunummer                        | IMO-Nummer          | Umbenennungen und Verbleib |
| ------------------- | ------------------- | ----------------------------------------- | ------------------- | --- |
| Stena Sailer        | 1973                | Vuyk/862                                  | 7304340             | 1975 → Farha, 1981 → Stena Seatrader, 1989 → Kirk Trader, 1993 → Island Trader, 1994 → Kirk Trader, 1994 → Island Trader, 1995 → Kirk Marina, 1997 → Seabord Mariner, 2002 → Island Trader, 2004 → Merdif 4, 2007 → Jabal Ali 5, ab 25. Januar 2011 bei Rai Metal Works in Alang verschrottet. |
| Stena Seatrader     | 1973                | Van der Giessen-De Noord (Kasko) Vuyk/863 | 7305772             | Seatrader 1976 → Bahjah 1982 → Stena Searider 1983 → Searider 1984 → Stena Searider 1984 → Trucker 1985 → Stena Searider 1987 → Stena Scanrail, 2015 → Birdeniz |
| Stena Shipper       | 1973                | Vuyk/864                                  | 7325241             | in Fahrt als Union Wellington 1976 → Alpha Express 1980 → Stena Shipper 1981 → Speedlink Vanguard 1987 → Caribe Express 1988 → Stena Shipper 1988 → Kirk Shipper 1989 → Normandie Shipper 1999 → Bonavista 2001 → Boa Vista 2007 → Berlik 1, ab Juni 2013 in Aliaga verschrottet               |